# Прыжки на батуте на летних Олимпийских играх 2012 — квалификация
В соревнованиях по прыжкам на батуте на летних Олимпийских играх 2012 смогут принять участие 32 спортсмена, которые будут бороться за два комплекта медалей.

## Правила Квалификации
Отбор будет проводиться в два этапа:

- на чемпионате мира за год, до проведения Олимпийских игр (17—20 ноября 2011 г. в Великобритании, г. Бирмингем);

- на тестовых соревнованиях (10—18 января 2012 г. в Великобритании, г. Лондон).

Всего в играх участвуют 16 мужчин и 16 женщин. От страны максимально может участвовать 2 мужчины и 2 женщины.

Лицензии получают:

- финалисты отборочного чемпионата мира (8 мужчин и 8 женщин);

- спортсмены, занявшие 1—5 место на тестовых соревнованиях (Страны, уже имеющие лицензии в отборе не участвуют);

- по 2 лицензии у мужчин и у женщин получают федерации, не отобравшиеся на ЧМ и тест-соревнованиях по решению FIG;

- по 1 по лицензии у мужчин и у женщин получают федерации по решению МОК, FIG и НОК из числа не попавших на ОИ.
Каждый континент должен быть представлен хотя бы одним спортсменом среди мужчин и женщин.

## Квоты
| Соервнование                        | Критерий                        | Мужчины                                                               | Женщины                                                                      |
| ----------------------------------- | ------------------------------- | --------------------------------------------------------------------- | ---------------------------------------------------------------------------- |
| Чемпионат мира                      | Лучшие 8 (не более 2 на страну) | Китай · Китай · Япония · Япония · Россия · Россия · Франция · Украина | Китай · Китай · Беларусь · Канада · Канада · Германия · США · Великобритания |
| Олимпийский тест (16 участников)    | Лучшие 7 (не более 1 на страну) | Канада · Португалия · Австралия · Германия · Италия · США · Дания     | Грузия · Португалия · Чехия · Россия · Нидерланды · Украина · Япония         |
| Принимающая сторона                 |                                 | —                                                                     | —                                                                            |
| Трехсторонняя комиссия              |                                 | Беларусь                                                              | Узбекистан                                                                   |
| Специальное приглашение континентов |                                 | —                                                                     | —                                                                            |
| Всего                               | Всего                           | 16                                                                    | 16                                                                           |

## Квалифицированные страны
| Страна         | Женщины | Мужчины | Всего |
| -------------- | ------- | ------- | ----- |
| Австралия      |         | 1       | 1     |
| Беларусь       | 1       | 1       | 2     |
| Великобритания | 1       |         | 1     |
| Германия       | 1       | 1       | 2     |
| Грузия         | 1       |         | 1     |
| Дания          |         | 1       | 1     |
| Италия         |         | 1       | 1     |
| Канада         | 2       | 1       | 3     |
| Китай          | 2       | 2       | 4     |
| Нидерланды     | 1       |         | 1     |
| Португалия     | 1       | 1       | 2     |
| Россия         | 1       | 2       | 3     |
| США            | 1       | 1       | 2     |
| Узбекистан     | 1       |         | 1     |
| Украина        | 1       | 1       | 2     |
| Франция        |         | 1       | 1     |
| Чехия          | 1       |         | 1     |
| Япония         | 1       | 2       | 3     |
| Всего: 18      | 16      | 16      | 32    |